# 3-я авиадесантная бригада особого назначения
3-я авиадесантная бригада особого назначения (3-я адброн) — воинское соединение Военно-воздушных сил в РККА Вооружённых Сил Союза Советских Социалистических Республик.

## Предыстория
1931 год
18 марта штаб РККА издал директиву о создании в Ленинградском военном округе (далее ЛенВО) нештатного опытного авиамотодесантного отряда в количестве 164 командиров и красноармейцев. К маю 4-й мотомехотряд разместился в г. Красногвардейске. Командиром отряда назначен Е. Д. Лукин.,
В июне командующий войсками ЛенВО издаёт приказ о формировании при 1-й авиационной бригаде нештатного парашютно-десантного отряда в количестве 46 командиров и красноармейцев. Он организационно дополнял опытный нештатный авиамотодесантный отряд округа. Новый отряд укомплектовали добровольцами. Парашютно-десантной подготовкой личного состава руководил инспектор ВВС по парашютному делу Л. Г. Минов. Отряд особого назначения разместился в г. Детское Село.,
В августе-сентябре на тактических учениях ЛенВО в районах Красного Села и Красногвардейска произведена выброска парашютного десанта.
В сентябре произведено десантирование 1-го нештатного опытного авиамотодесантного отряда ЛенВО и 1-го нештатного парашютно-десантного отряда при 1-й авиационной бригады ЛенВО на тактических учениях Украинского военного округа (далее УкрВО) в районе Могилевки.
1-му нештатному опытному парашютно-десантному отряду при 1-й авиационной бригаде ЛенВО переданы десять самолётов Р-5.
1932 год
5 января Революционный военный совет СССР (далее РВС СССР) рассмотрел вопрос «Об авиамотодесантном отряде Ленинградского военного округа» и принял решение о создании в 1932 г. в Ленинградском, Украинском, Белорусском и Московском военных округах по одному штатному авиамотодесантному отряду. Численность отряда должна была составлять 144 человека.,
В ЛенВО в г. Детское Село на основе 1-го нештатного авиамотодесантного и 1-го опытного нештатного парашютно-десантного отряда при 1-й авиационной бригады (Отряд особого назначения,) формируется авиамотодесантный отряд (4-й мотомехотряд,), получивший наименование Отдельный отряд № 3 (или 3-й отряд особого назначения,) в количестве 144 командиров и красноармейцев. Командиром отряда назначен М. В. Бойцов, начальником штаба — И. П. Чернов. Состав отряда: 1-я, 2-я, 3-я парашютные роты, 1-я, 2-я, 3-я авиаэскадрильи и авиационный полк. На вооружении отряда имелись 76-мм пушки, ручные пулемёты, автоматические пистолеты, мотоциклы с коляской, самокаты, автомобили грузовые.
Оборонная промышленность ввела в эксплуатацию экспериментальный завод по изготовлению опытных образцов воздушно-десантной техники.

## История
11 декабря 1932 года РВС СССР принял постановление о формировании на основе Отдельного отряда № 3 ЛенВО авиадесантной бригады, задачами которой, кроме прочих, были обучение инструкторов по воздушно-десантной подготовке и отработка оперативно-тактических нормативов. РВС СССР запланировал формирование к марту 1933 года по одному авиадесантному отряду в Белорусском, Украинском, Московском и Приволжском военных округах.
1933 год
Народный Комиссар по военным и морским делам издал директиву о формировании на основе 3-го отряда особого назначения (Отдельного отряда № 3) ЛенВО 3-й авиационной бригады особого назначения. Командиром бригады назначен М. В. Бойцов.,
Состав бригады:
- Управление бригады в г. Детское Село.
- Парашютный батальон.[1]
- Механизированный батальон.[1]
- Артиллерийский дивизион.[1]
- Авиационные эскадрильи.[1]
- Подразделения специальных войск.[1]

На вооружении воинов-парашютистов имелись парашюты советского производства ПЛ-1 (парашют лётчик) и ПТ-1 (парашют тренировочный) конструктора М. А. Савицкого.
1934 год
20 июня Постановлением ЦИК СССР упразднён Реввоенсовет СССР, а Народный комиссариат по военным и морским делам переименован в Народный комиссариат обороны СССР.
На вооружение начал поступать новый парашют ПЛ-3 конструктора Н. А. Лобанова, превосходивший лучшие образцы иностранных парашютов.
1935 год
Бригада стала именоваться 3-я авиационная бригада особого назначения имени С. М. Кирова. Бригада находилась в г. Детское Село.
Выписка из личного дела Хребтовского И. С:
— с августа 1934 по январь 1935 — флагштурман авиаотряда 24-й тяжёлой бомбардировочной эскадрильи 3-й авиабригады особого назначения им. С. М. Кирова, г. Детское Село, (приказ РВС СССР № 00448 от 1 августа 1934 г.);
— с января 1935 по апрель 1936 — исполнял должность флагштурмана 24-й тяжёлобомбардировочной эскадрильи 3-й авиабригады особого назначения им. С. М. Кирова, г. Детское Село (приказ по 24-й тбэ № 8);
— с апреля 1936 по октябрь 1937 — помощник начальника разведотдела 3-й авиабригады особого назначения им. С. М. Кирова, г. Пушкин (приказ НКО СССР № 01484 от 19 апреля 1936 г.);
— с мая 1936 по март 1937 — исполнял обязанности начальника разведотдела штаба 3-й авиабригады особого назначения им. С. М. Кирова (приказ командира бригады № 054).
1936 год
Сержантский и рядовой состав призывался на военную службу в соответствии с Законом «Об обязательной военной службе», утверждённом ЦИК и СНК СССР 13 августа 1930 года.
Оборонной промышленностью создано большое количество воздушно-десантной техники для транспортировки по воздуху под фюзеляжем тяжёлого самолёта артиллерийских орудий, автомобилей и других видов боевой и транспортной техники.
Бригада находилась в г. Детское Село. Командир бригады М. В. Бойцов. Командиром бригады назначен И. С. Коханский.
В конце года был утверждён штат авиадесантной бригады, согласно которому в её составе имелся мотомеханизированный батальон — 189 человек, 6 45-мм пушек, 18 82-мм миномётов, 24 танка Т-37А, 9 бронеавтомобилей Д-8, 32 автомобиля и 6 мотоциклов.
30 декабря приказом Наркома обороны введен в действие Временный полевой устав РККА 1936 (ПУ 36).
1937 год
Бригада находилась в г. Детское Село (г. Детское Село с 1918 по 10.02.1937; г. Пушкин с 10.02.1937).
1938 год
Летом началось переформирование 3-й авиадесантной бригады особого назначения в 201-ю воздушно-десантную бригаду с выводом из их состава Военно-воздушных сил и введением в состав Сухопутных войск.

## Полное название
- 3-я авиационная бригада особого назначения (с 1932)
- 3-я авиационная бригада особого назначения имени С. М. Кирова (с 1935)

## Подчинение
- Ленинградский военный округ (1936—1938)

## Командование
- Командир бригады М. В. Бойцов (1932—1934)[1][2][6]
- Командир бригады И. С. Коханский (1936 — …)[2]

## Состав
На 11 декабря 1932:
- Управление бригады.
- Парашютный батальон.[1]
- Механизированный батальон.[1]
- Артиллерийский дивизион.[1]
- Авиационные эскадрильи:[1]
  - 22-я тяжёлая бомбардировочная эскадрилья (… — 1934—1936 — …).[7]
  - 24-я тяжёлая бомбардировочная эскадрилья (… — 1934—1936 — …).[3]
- Подразделения специальных войск.[1]

На 1936:
- Управление бригады.[5]
- 1-й парашютный батальон.[5]
- 2-й парашютный батальон.[5]
- 3-й парашютный батальон.[5]
- Спецподразделения.[5]
  - 22-я тяжёлая бомбардировочная эскадрилья (… — 1934—1936 — …).[7]
  - 24-я тяжёлая бомбардировочная эскадрилья (… — 1934—1936 — …).[3]
- Мотомеханизированный батальон (с конца 1936).[4]